# Lomatia (djur)
Lomatia är ett släkte av tvåvingar. Lomatia ingår i familjen svävflugor.

## Dottertaxa tillLomatia, i alfabetisk ordning[1][2]
- Lomatia abbreviata
- Lomatia alecto
- Lomatia armeniaca
- Lomatia atropos
- Lomatia bella
- Lomatia belzebul
- Lomatia caloptera
- Lomatia comata
- Lomatia conspicabilis
- Lomatia erynnis
- Lomatia fasciculata
- Lomatia flavitibia
- Lomatia fuscipennis
- Lomatia gracilior
- Lomatia grahami
- Lomatia grajugenea
- Lomatia gratiosa
- Lomatia grisealis
- Lomatia halteralis
- Lomatia hamata
- Lomatia hamifera
- Lomatia hecate
- Lomatia hemichroa
- Lomatia heterocoma
- Lomatia hylesina
- Lomatia innominata
- Lomatia inornata
- Lomatia jansei
- Lomatia kalaharica
- Lomatia kaokoana
- Lomatia lachesis
- Lomatia lateralis
- Lomatia latifrons
- Lomatia latiuscula
- Lomatia lawrencei
- Lomatia lepida
- Lomatia leucochlaena
- Lomatia leucophasia
- Lomatia leucophys
- Lomatia leucopsis
- Lomatia meridiana
- Lomatia montana
- Lomatia multifasciata
- Lomatia obscuripennis
- Lomatia pallida
- Lomatia persica
- Lomatia polyzona
- Lomatia rogenhoferi
- Lomatia rufa
- Lomatia sabaea
- Lomatia salticola
- Lomatia semiclara
- Lomatia shelkovnikovi
- Lomatia simplex
- Lomatia sinuosa
- Lomatia spiloptera
- Lomatia stenometopa
- Lomatia stenoptera
- Lomatia subcaliga
- Lomatia superba
- Lomatia taurica
- Lomatia tibialis
- Lomatia tysiphone
- Lomatia variegata